# 安杰拉·威廉斯
安杰拉·威廉斯（英語：Angela Williams，1980年1月30日—），美国女子田径运动员。她曾代表美国参加1999年和2003年泛美运动会田径比赛，获得一枚金牌和一枚银牌。她也参加了2004年和2008年夏季奥运会。